# Novigrad (Zadar)
Novigrad (Italiaans: Novegradi) is een gemeente in de Kroatische provincie Zadar.

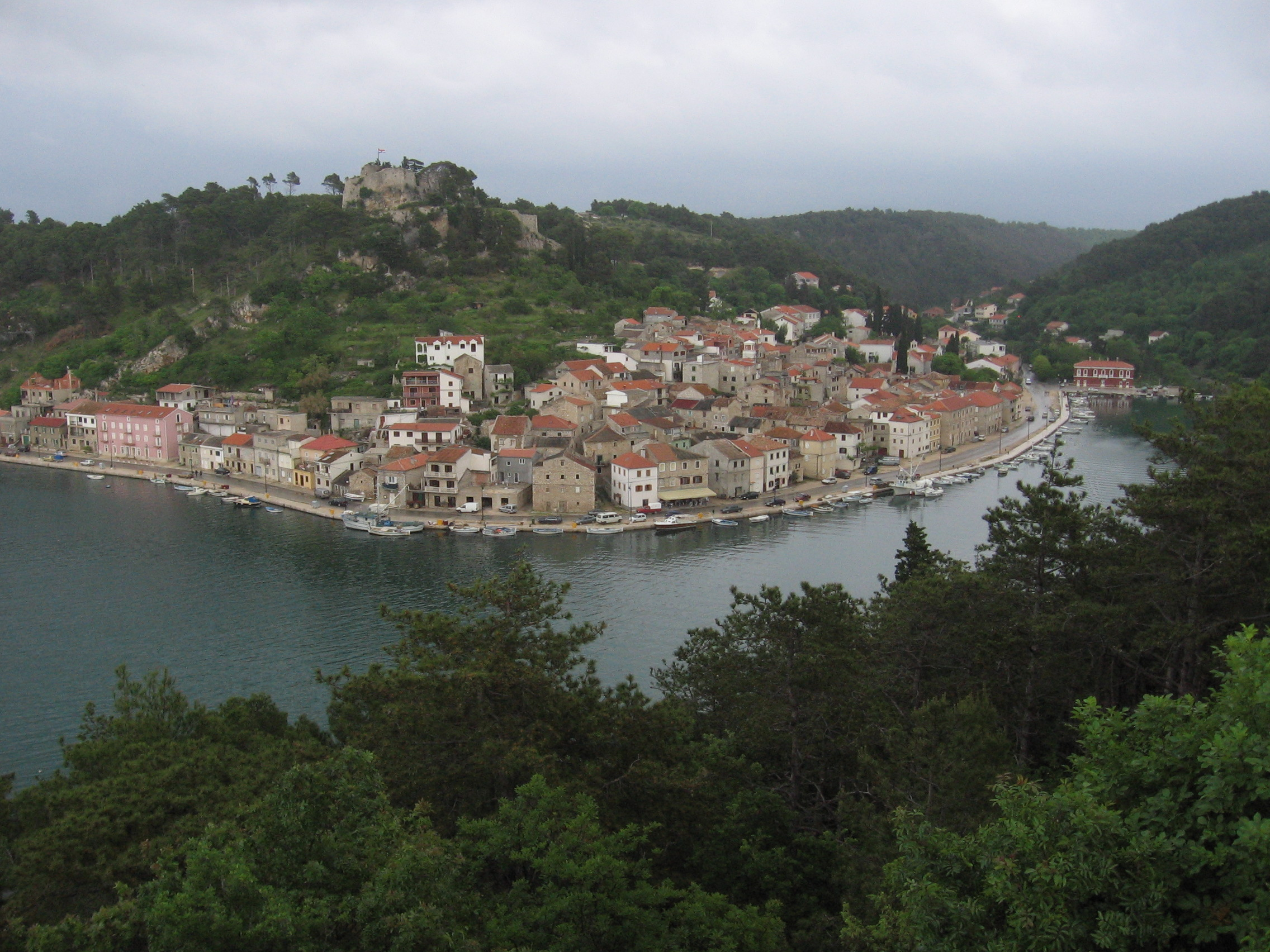
Novigrad

Novigrad telt 2368 inwoners.
Steden (gradovi): Zadar · Benkovac · Biograd na Moru · Nin · Obrovac · Pag

Gemeenten (općine): Bibinje · Galovac · Gračac · Jasenice · Kali · Kolan · Kukljica · Lišane Ostrovičke · Novigrad · Pakoštane · Pašman · Polača · Poličnik · Posedarje · Povljana · Preko · Privlaka · Ražanac · Sali · Stankovci · Starigrad · Sukošan · Sveti Filip i Jakov · Škabrnja · Tkon · Vir · Vrsi · Zemunik Donji